# 綿貫観音山古墳
綿貫観音山古墳（わたぬきかんのんやまこふん）は、群馬県高崎市綿貫町にある古墳。形状は前方後円墳。綿貫古墳群を構成する古墳の1つ。国の史跡に指定され（指定名称は「観音山古墳」）、出土品は国宝に指定されている。
6世紀後半（古墳時代後期）の築造と推定され、数多くの副葬品が出土したことで知られる。

## 概要

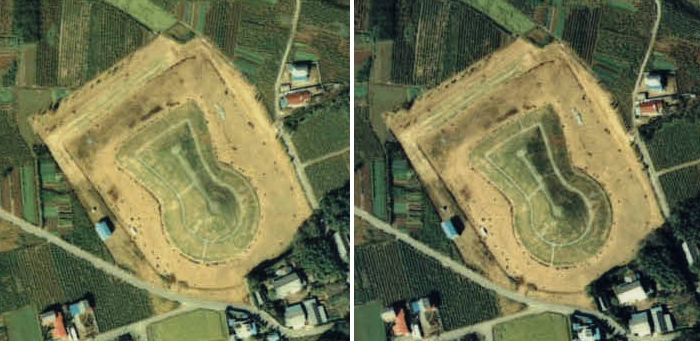
綿貫観音山古墳のステレオ空中写真（1980年）

綿貫観音山古墳は、高崎市の市街地の東方6キロメートル、井野川西岸の平野に立地し、北面して築造されている。規模は、
- 墳丘長97メートル
- 後円部径61メートル・高さ9.6メートル
- 前方部幅64メートル・高さ9.4メートル

を有し、二段築成で、二重の馬蹄形の周堀を持ち、また、上記のとおり、前方部の幅と後円部の径、前方部の高さと後円部の高さはほぼ等しい数値を示しており、きわめて整然とした形態を有している。
出土した副葬品や須恵器の特徴から6世紀後半以降の造営と見られている。墳丘上の各所には埴輪を配置しているが、葺石は全く認められない。

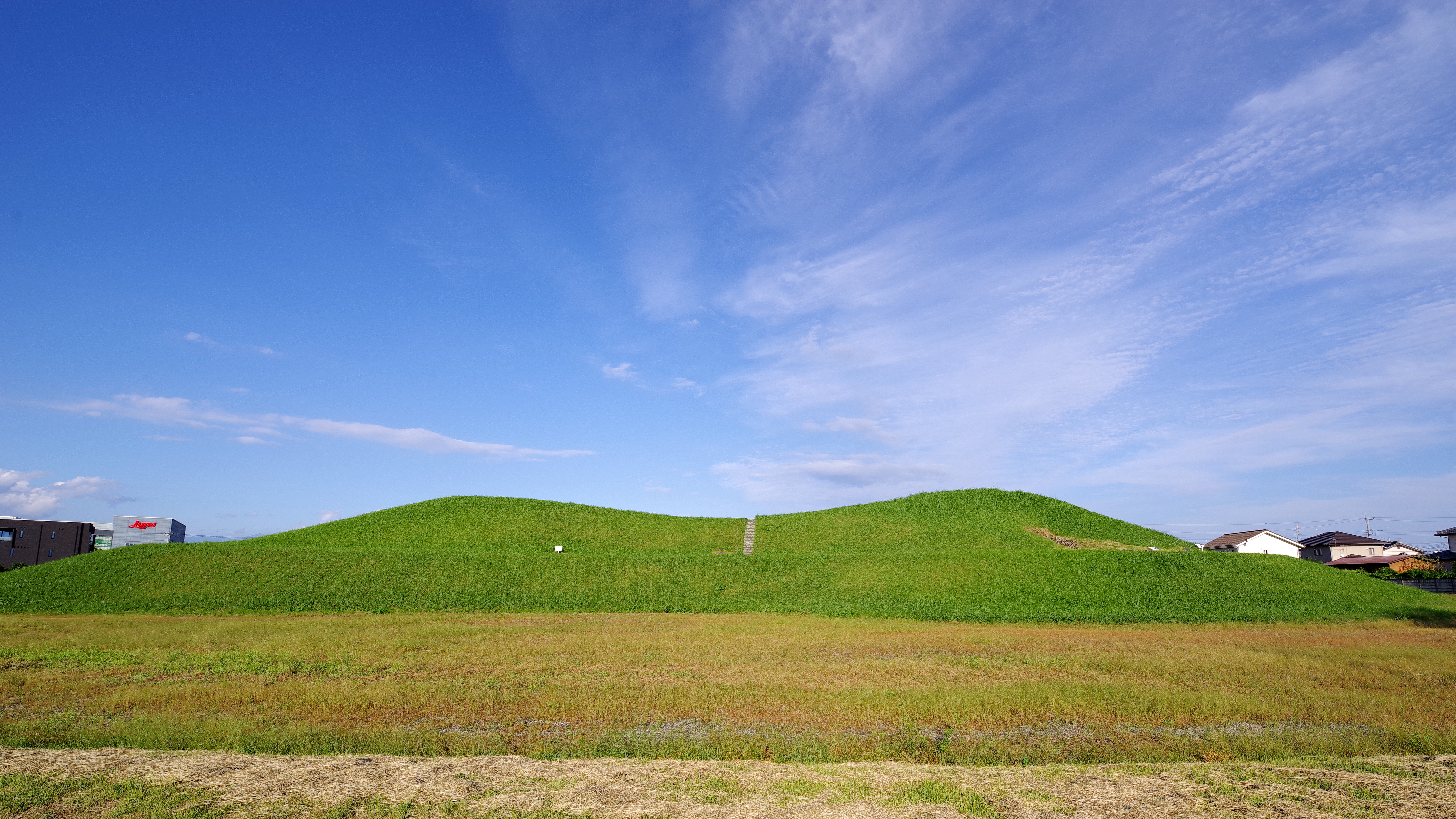
墳丘（左に前方部、右に後円部）
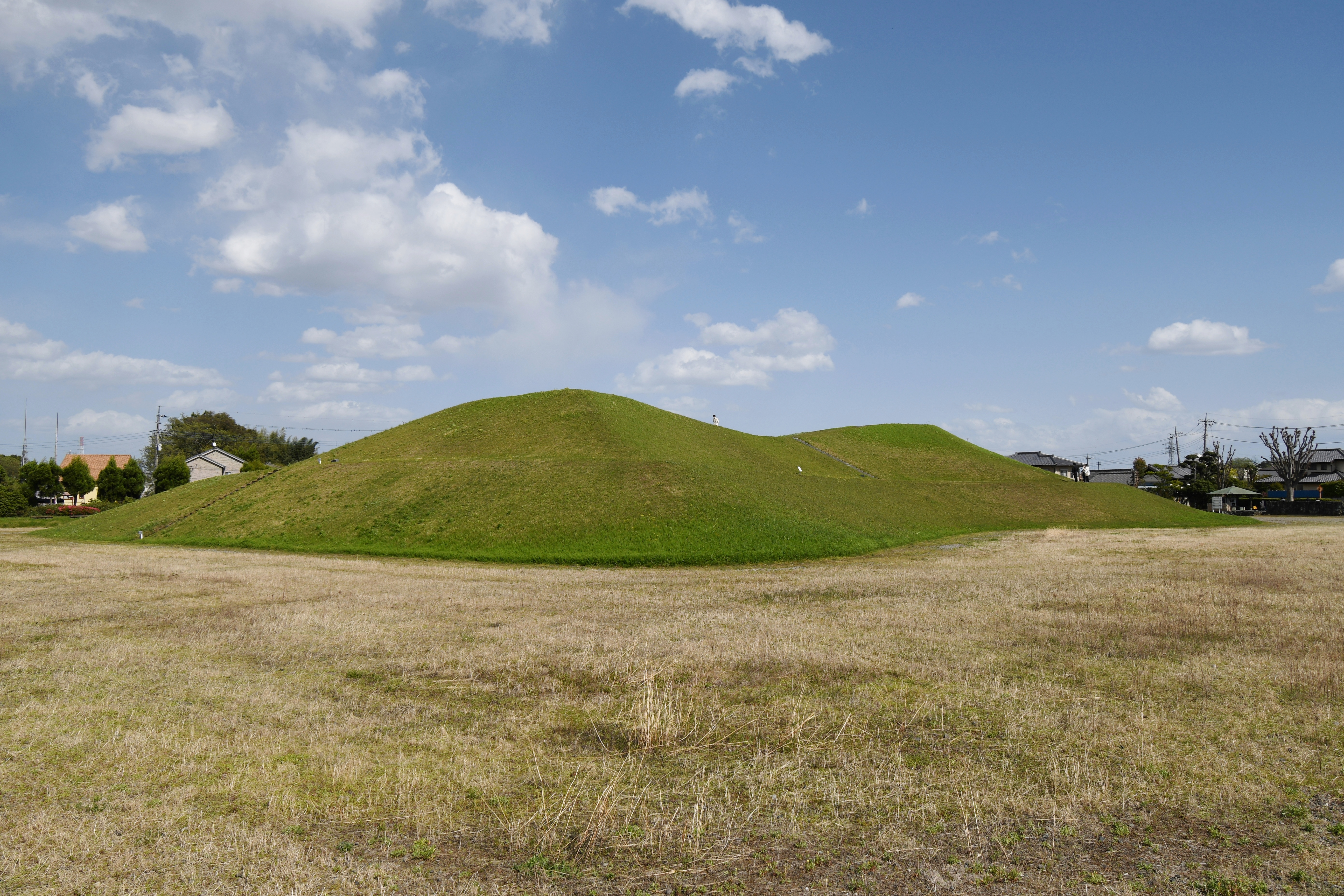
墳丘（左に前方部、右奥に後円部）

## 埴輪

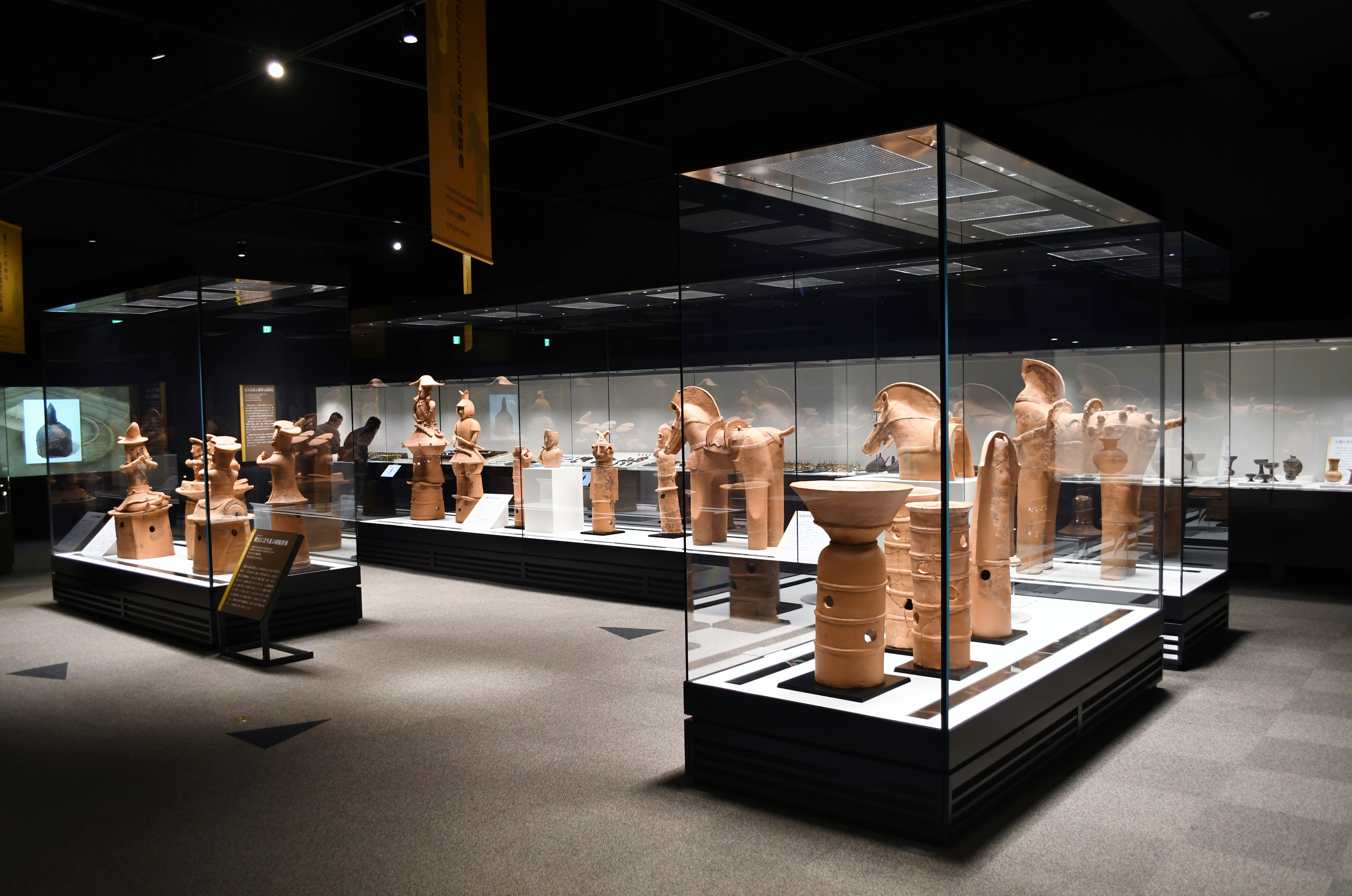
出土品（国宝）群馬県立歴史博物館展示（他画像も同様）。

横穴式石室の開口部から前方部にかけて中段テラスに配列された形象埴輪は、新首長の首長権継承儀礼ではないかと考えられている。あぐらをかいて座している男子に容器を差し出す女子、そのそばに三人の女子、靫（ゆぎ）を背負う男子三体の集団が中核集団になっている。さらに、付き従う皮袋をもつ女子、威儀を正した女子、盛装男子、甲冑武人、農夫、盾を持つ人などが続いている。
この中核場面と離れた前方部に飾り馬が並べられ、後円部頂には複数の家形埴輪や鶏の動物埴輪、器財埴輪が立てられている。

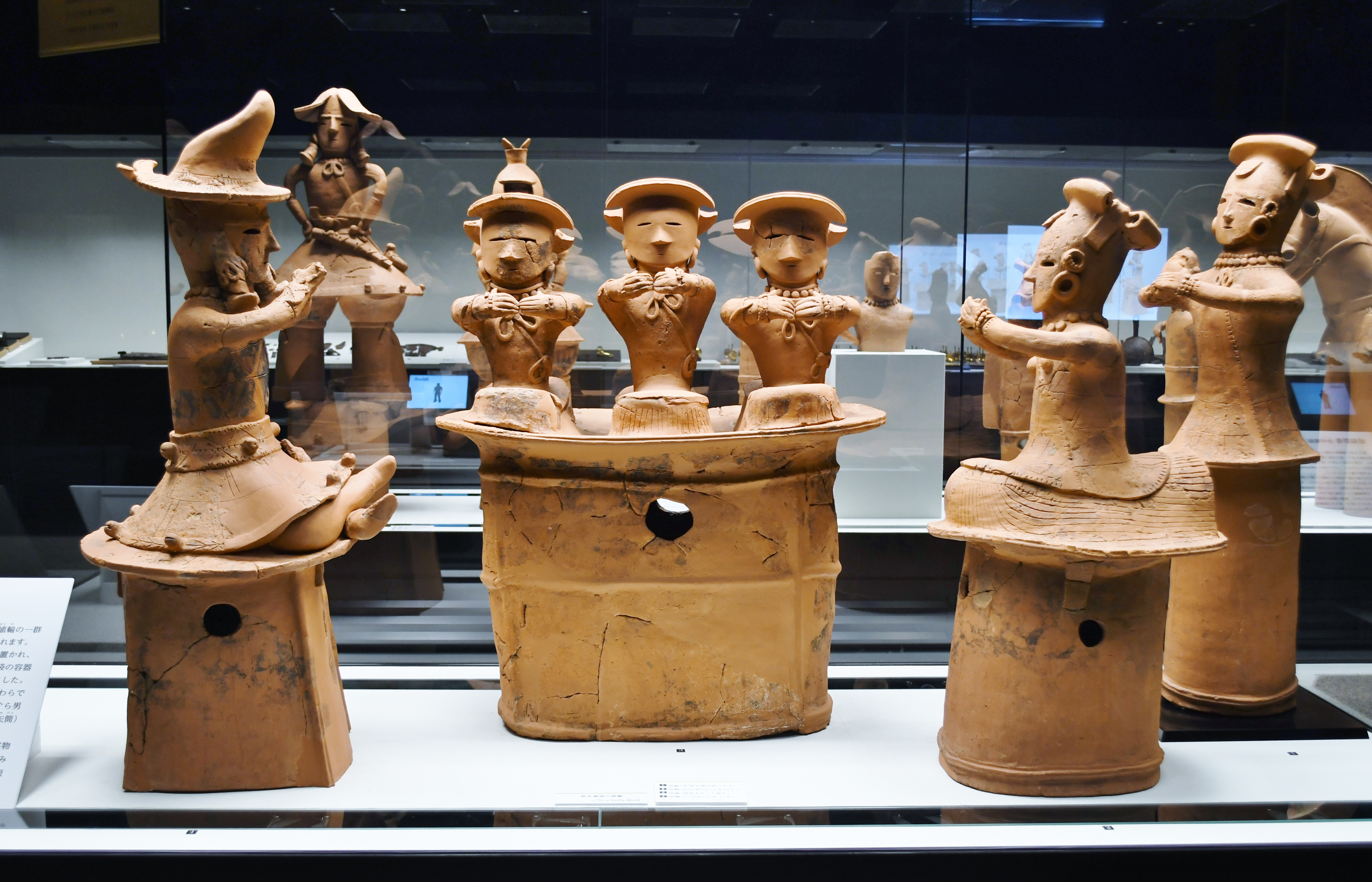
埴輪群像（祭礼場面）
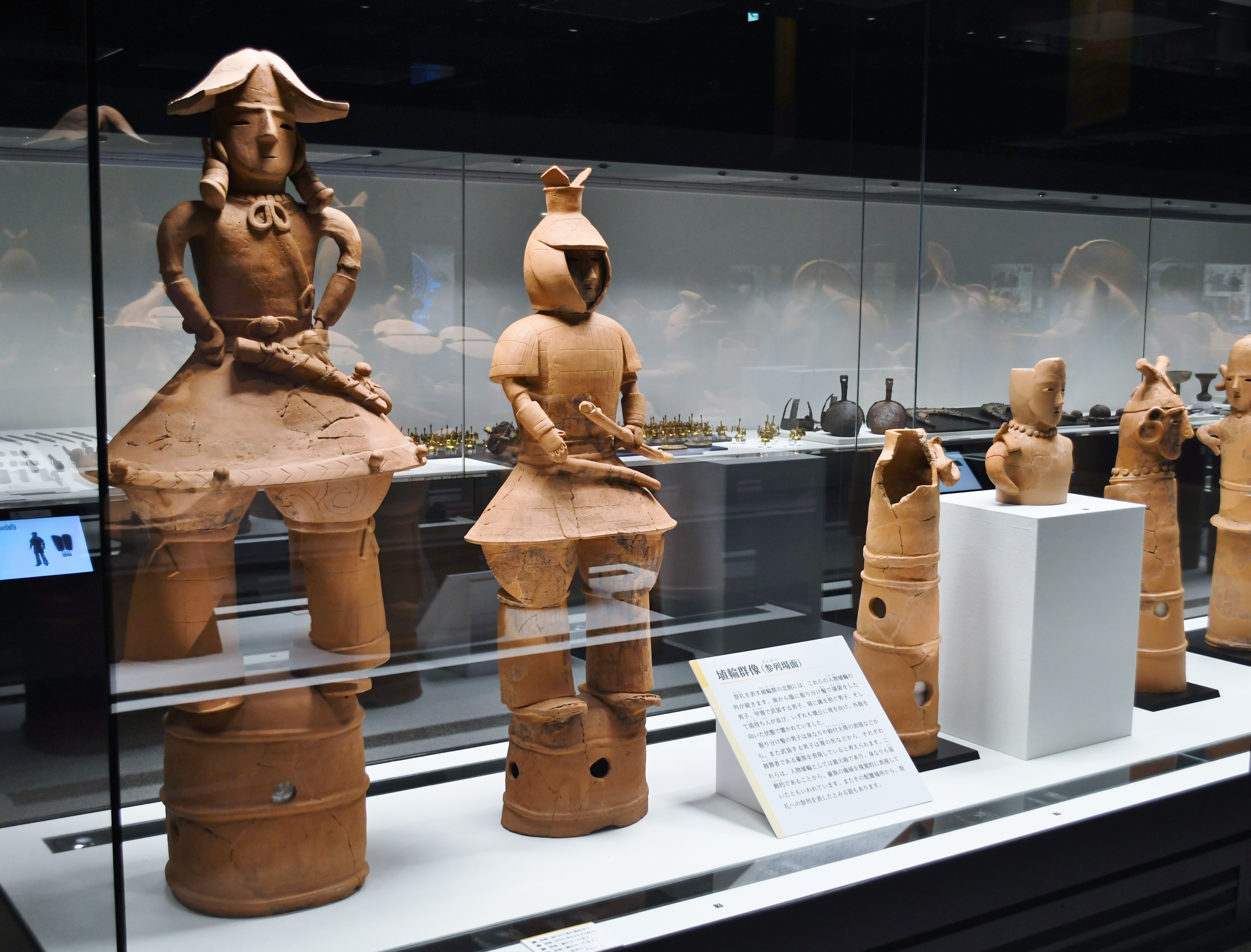
埴輪群像（参列場面）
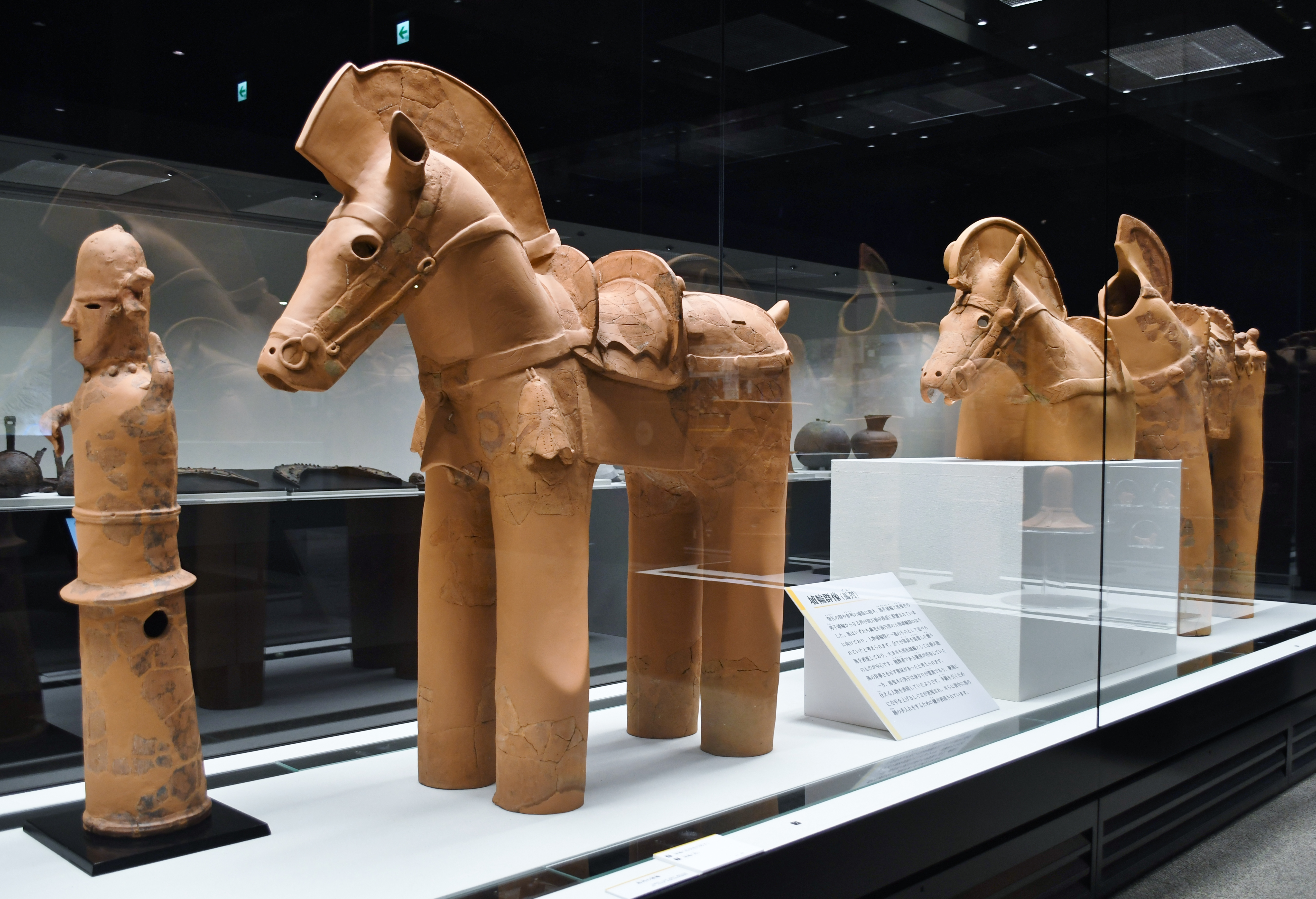
埴輪群像（馬列）
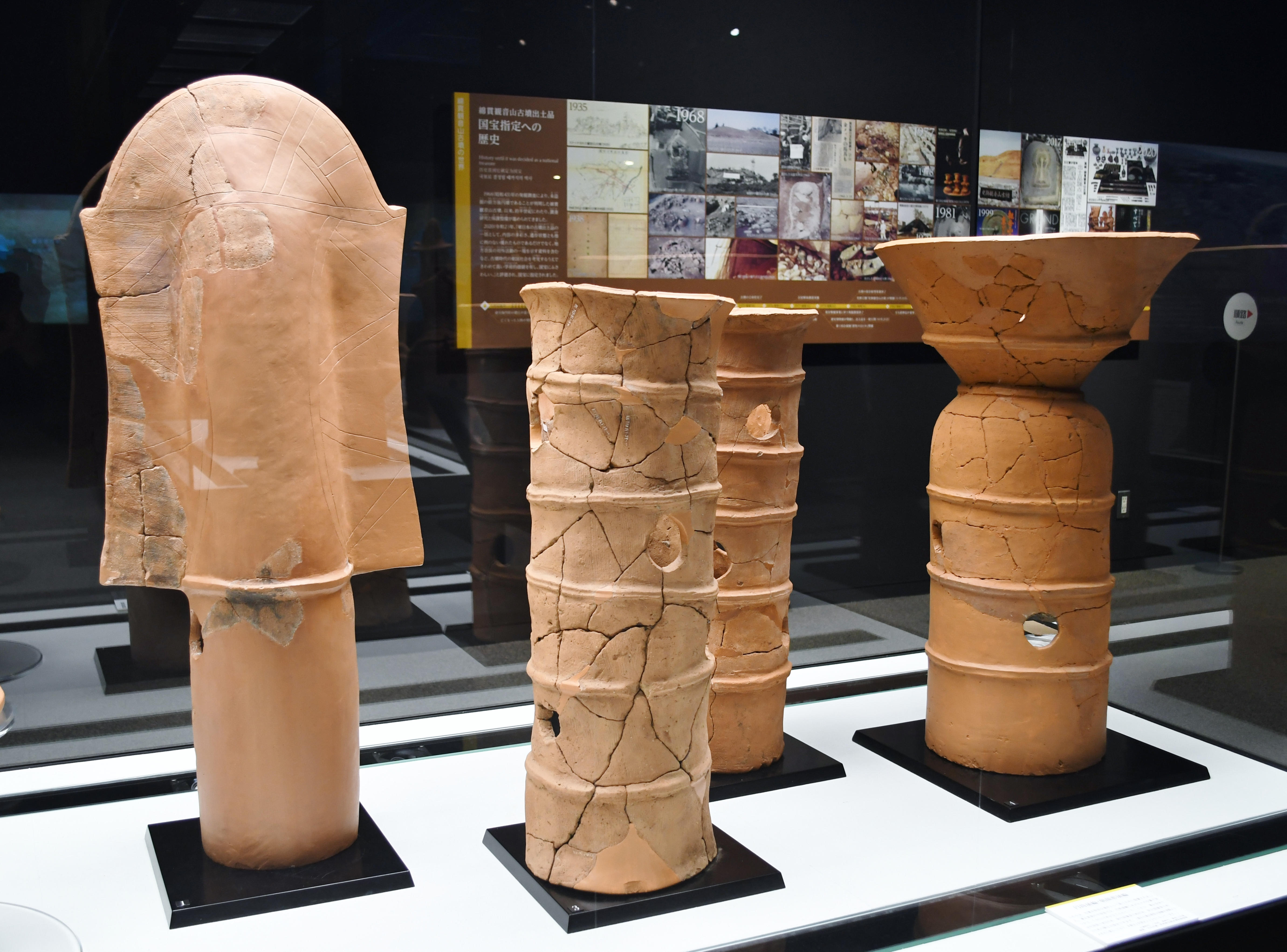
盾埴輪・円筒埴輪・朝顔形埴輪

## 埋葬施設

石室俯瞰図

石室展開図

埋葬施設としては、後円部中段に両袖型横穴式石室がある。西南に向かって開口するように設けられており、石室内はほぼ埋葬当時の状態を保っている。石室の規模は群馬県最大で、全長12.65メートル、玄室の長さ8.12メートル、幅（奥）3.95メートル、（前）3.16メートル、羨道の長さ4.53メートル、幅（奥）2.40メートル、（前）1.34メートルである。壁石はブロック状に加工された角閃安山岩が使用され、天井石には牛伏砂岩と呼ばれる石が使われている。重さは最大で22トンあるが、古墳の周りに巨石はない。鏑川流域の産地から運ばれたと思われる。発掘当時、奥から2つ目の天井石と壁石が崩落しており、調査は難航したが、結果盗掘を免れる要因となった。
石室では棺が使用されず、被葬者の遺体は間仕切石より奥の3.9メートル×3メートルほどの区画を屍床として、横置きに安置された。このような遺体を直接屍床に安置する葬法は6世紀の関東地方の横穴式石室で多く見られる。

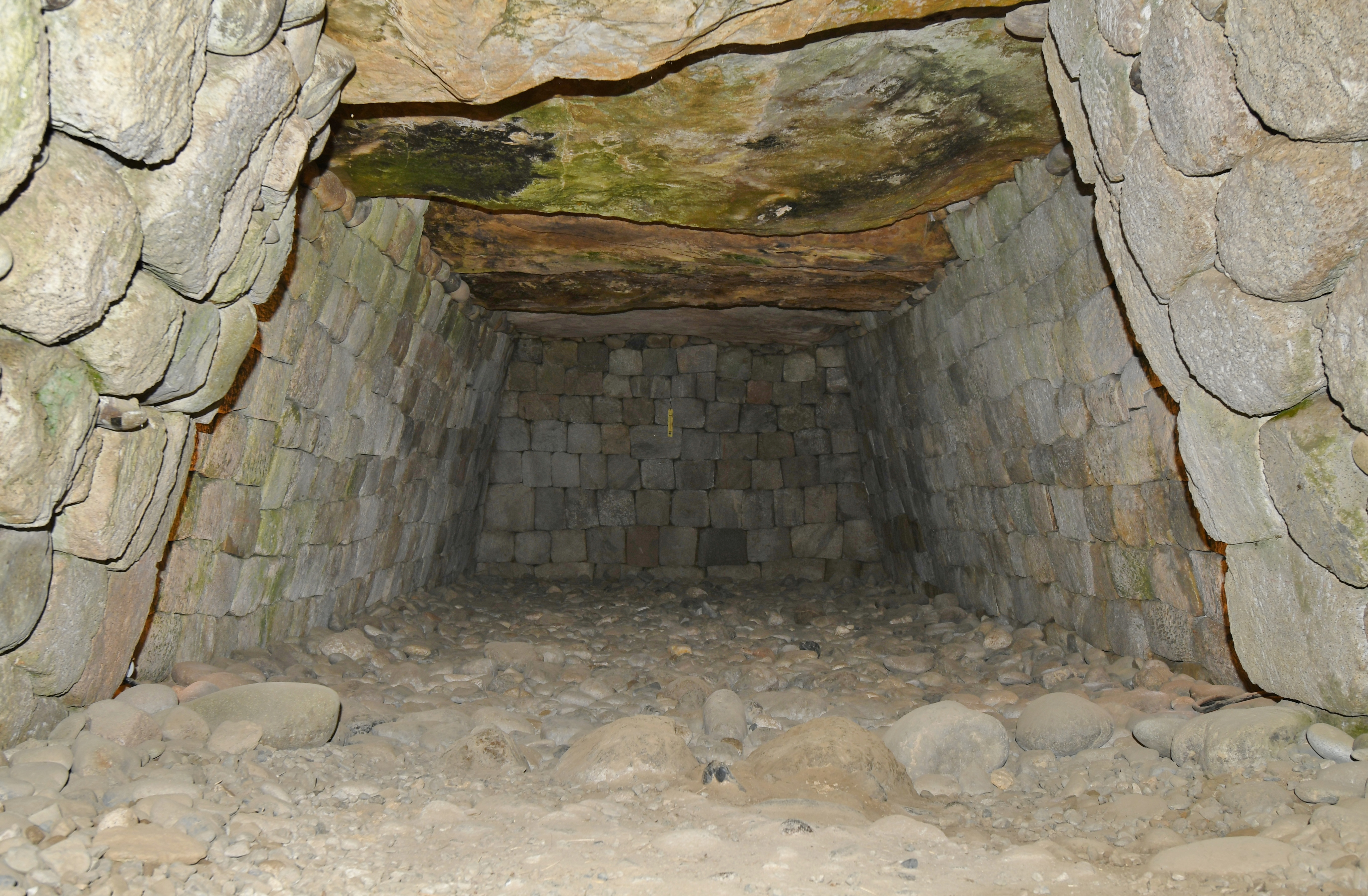
石室内部
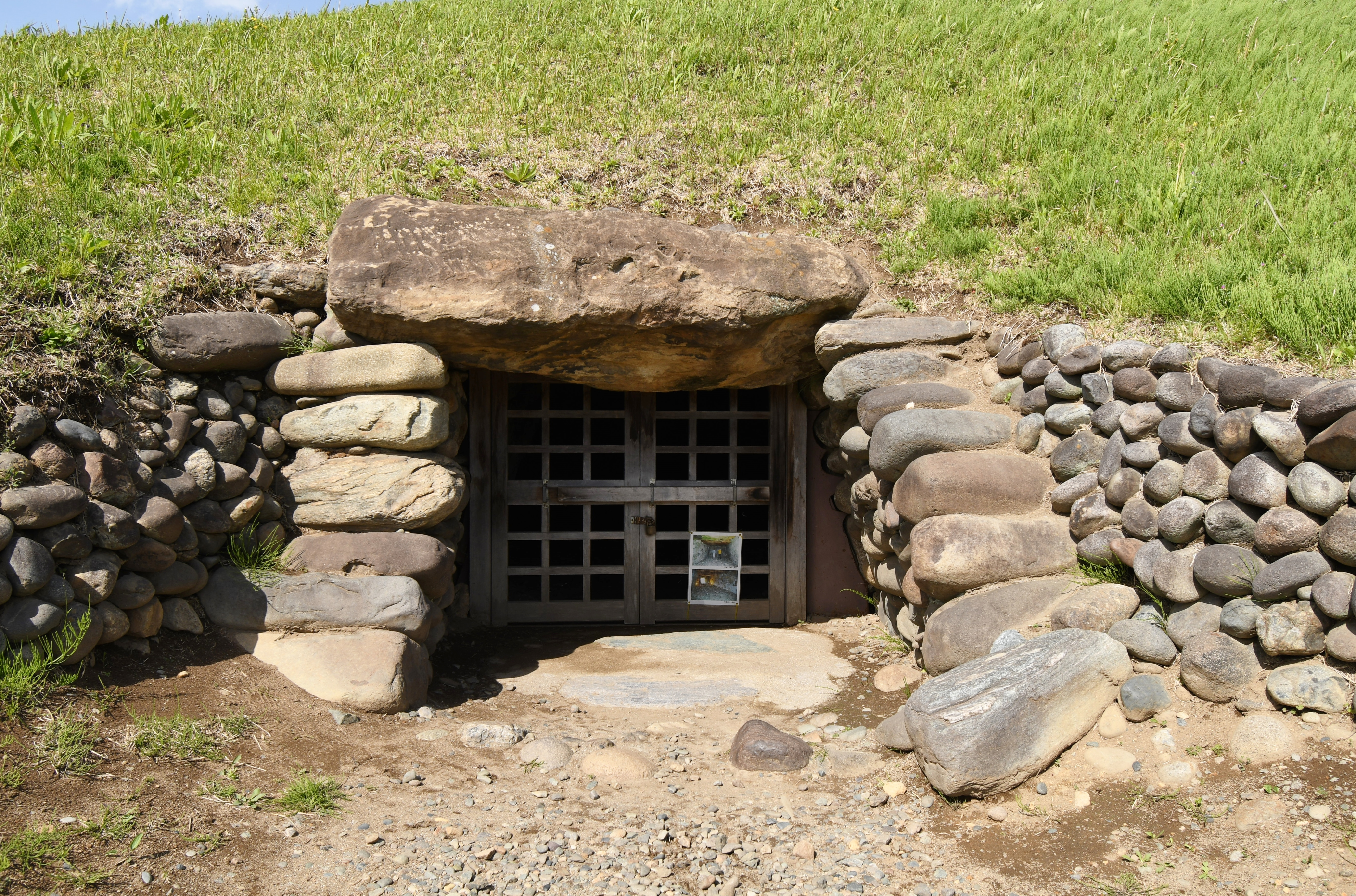
石室開口部

## 副葬品
玄室からは2枚の銅鏡、金製・銀製・ガラス製の装身具、大刀、小刀、刀子、矛、鉄鏃、冑、挂甲などの武具、金銅製轡、鞍、鐙、雲珠などの渡来系と在来系の馬具、国内他地域製も含んだ須恵器の大甕、壺、坏、土師器の壺、高坏、銅製の水瓶などの容器類が見つかっており、副葬品の総数は500点を越える。中でも中国北斉様式の銅製水瓶と、韓国の公州で発見された百済・武寧王陵の石室内から出土した獣帯鏡と同笵鏡（同じ鋳型から製作された鏡）である獣帯鏡、新羅産の装飾馬具、伽耶系の突起付冑などは、被葬者がヤマト王権の対外交渉に関わったことで入手したか、またはそれらを与えられる地位にあったかなど、東アジアとの交流を示すものとされている。
これらの武具、装飾品は埴輪にもその姿が再現されている。そのうち突起付冑の場合、同形式の伽耶地域出土品から、突起部分に金銅製飾りを装着していたことがわかっており、参考画像（埴輪群像（参列場面）の左から2体目）の武人埴輪の冑がその本来の姿と考察されている。

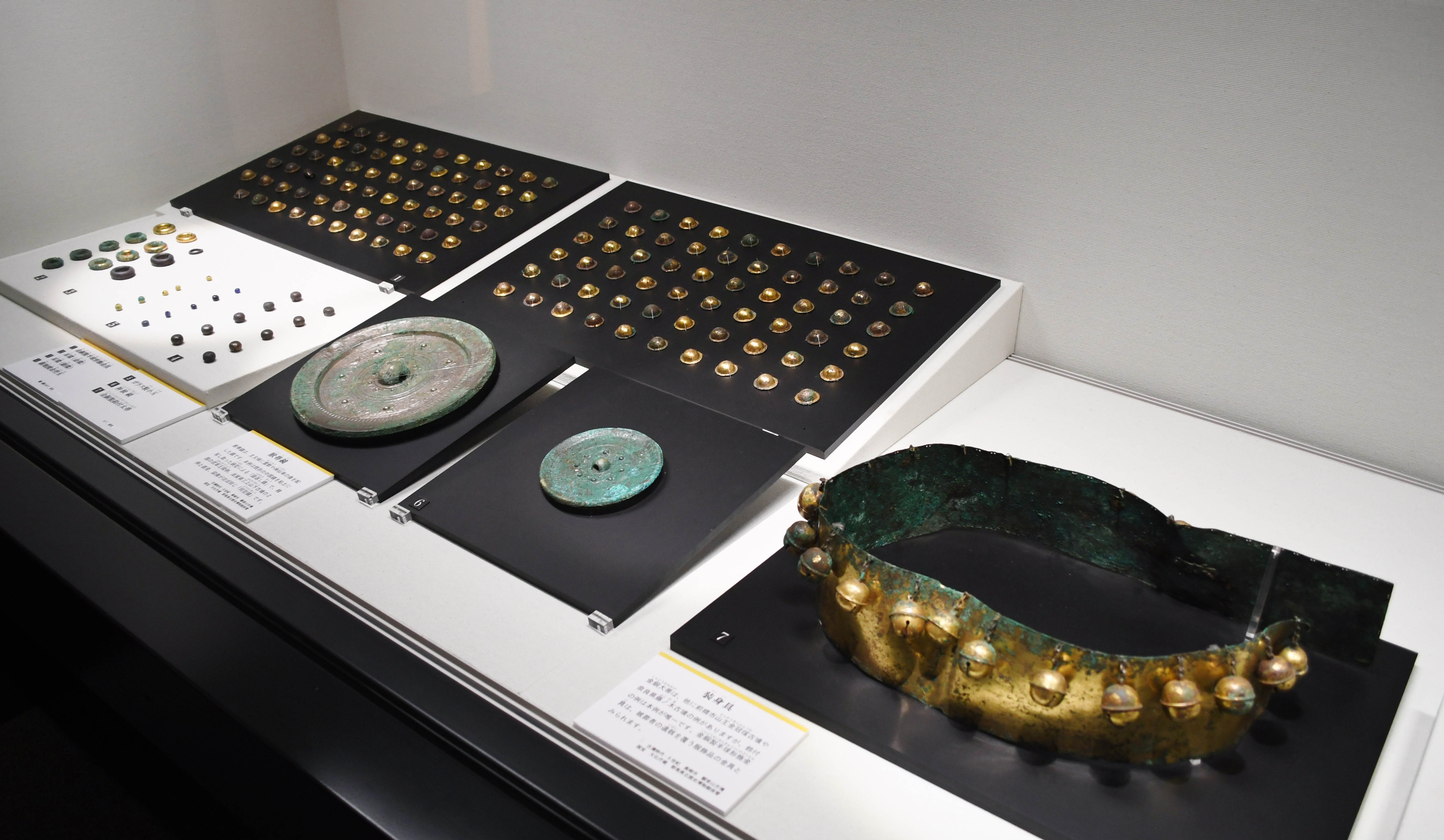
装身具
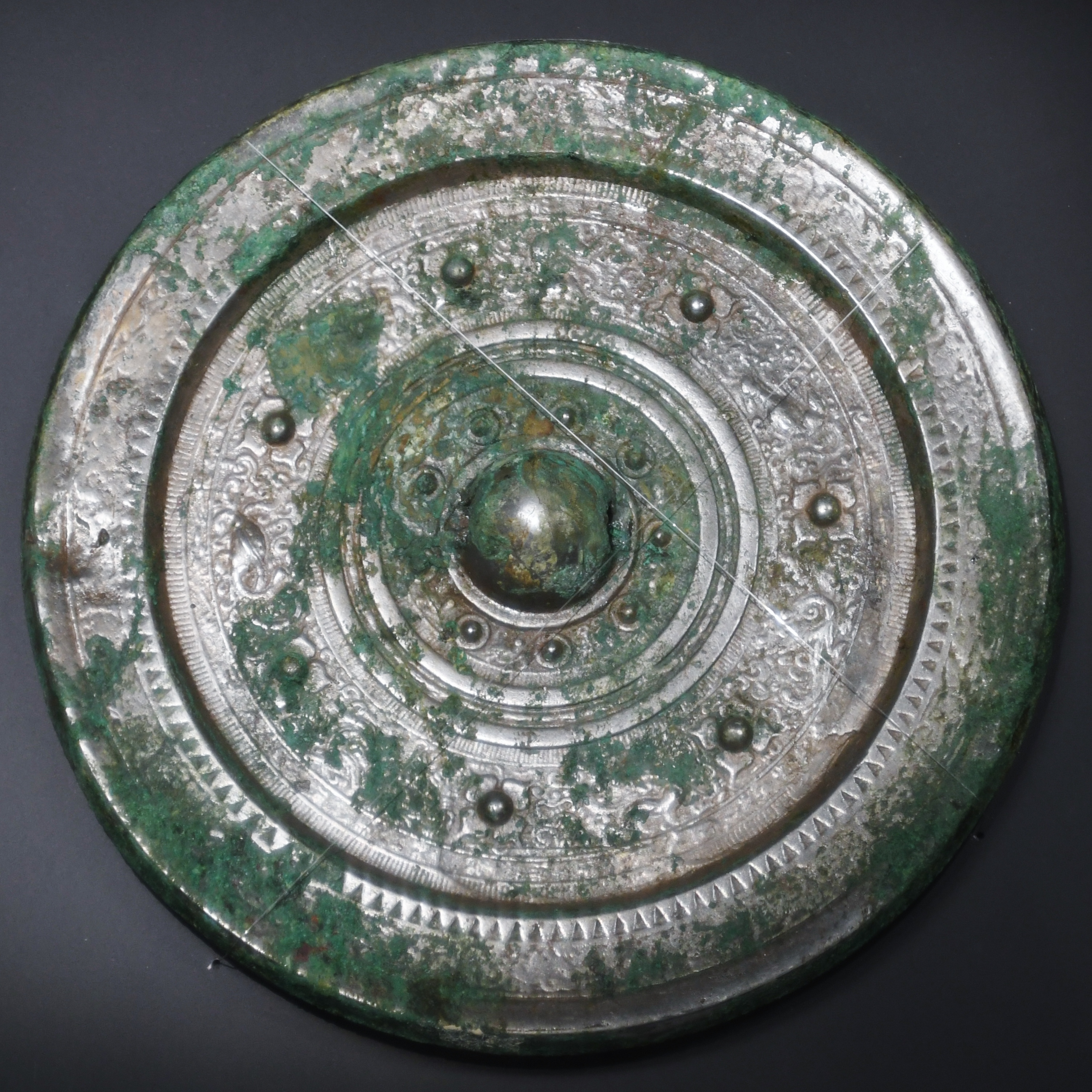
獣帯鏡
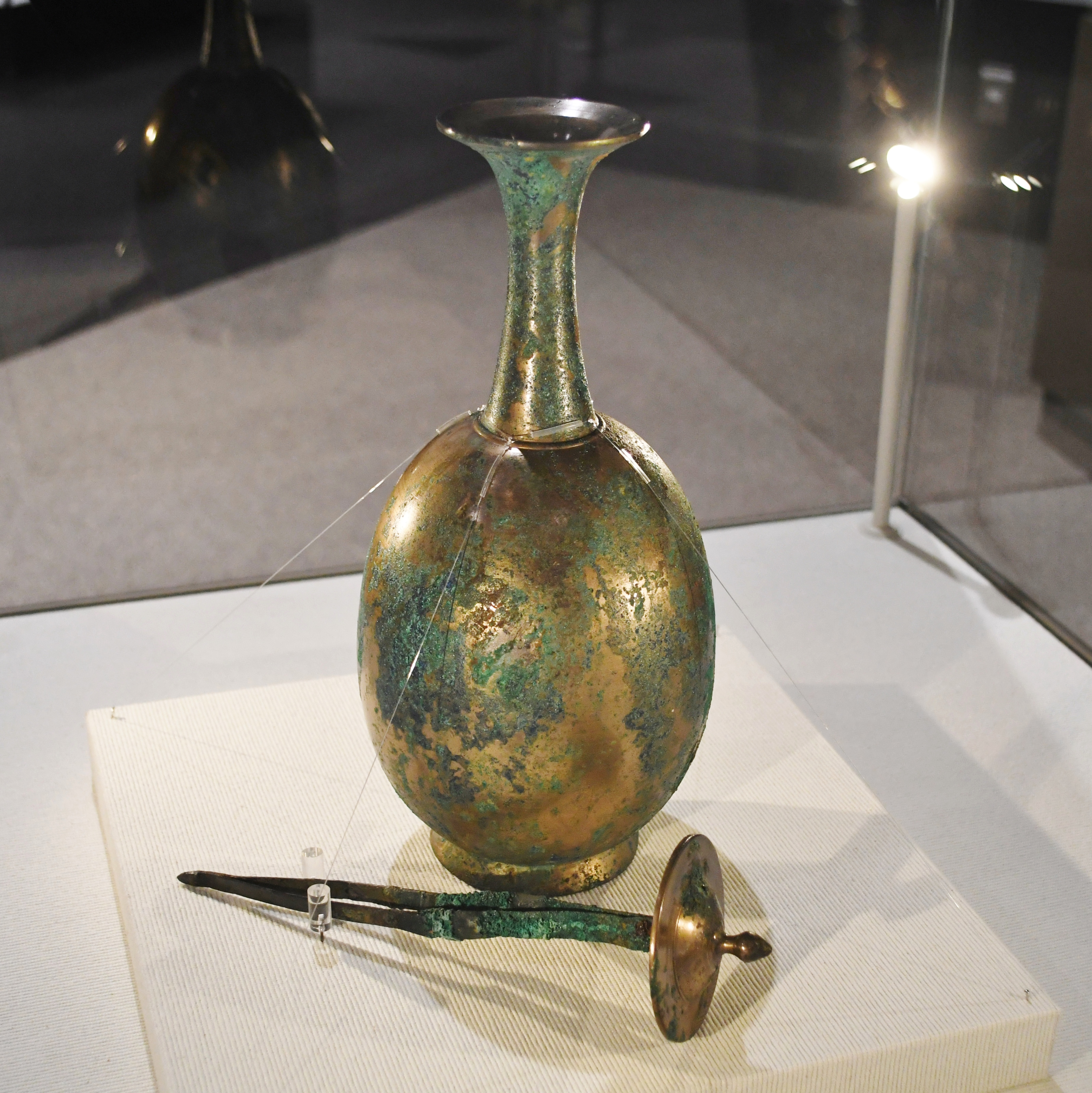
銅水瓶
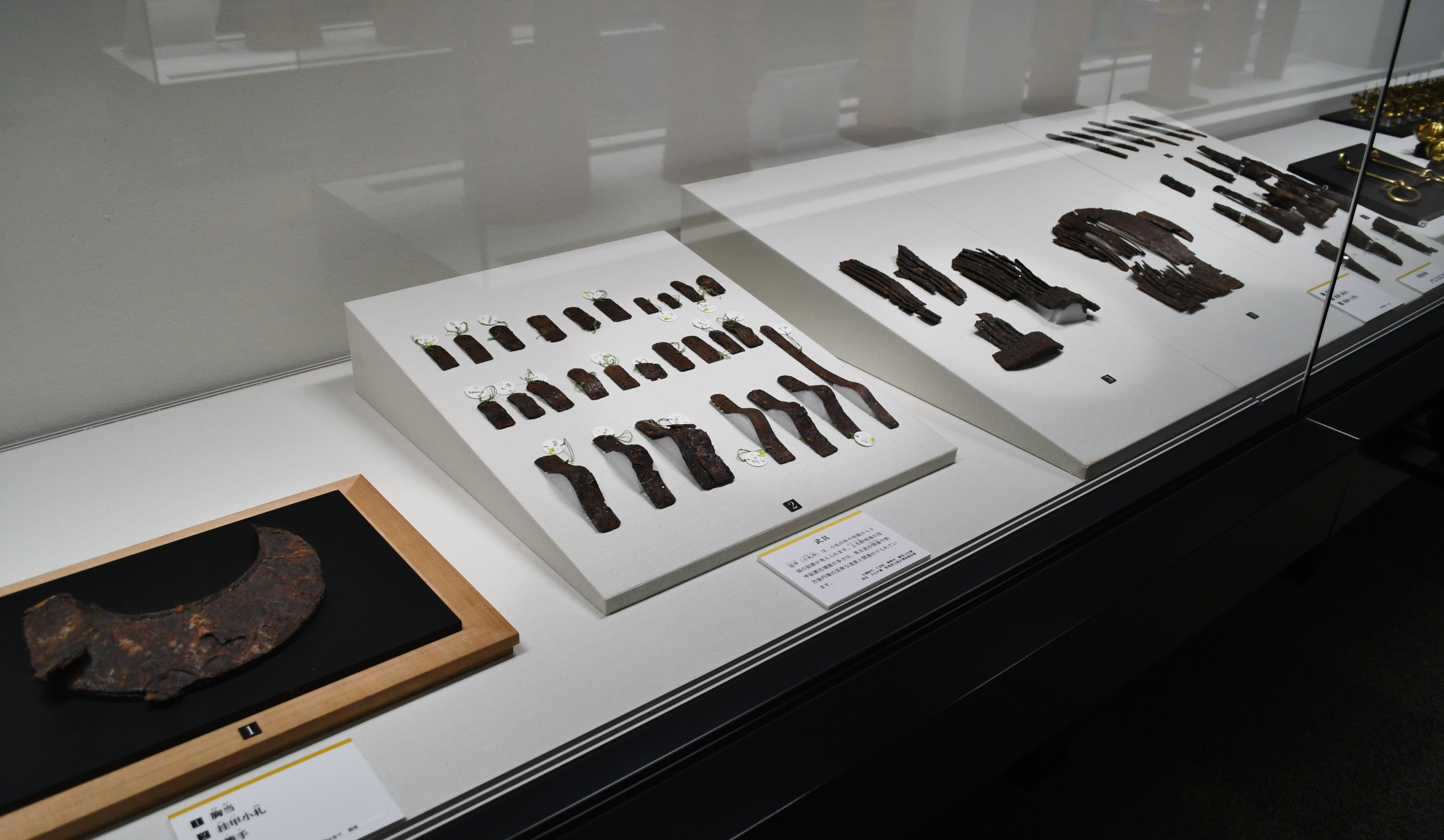
鉄製武器・武具
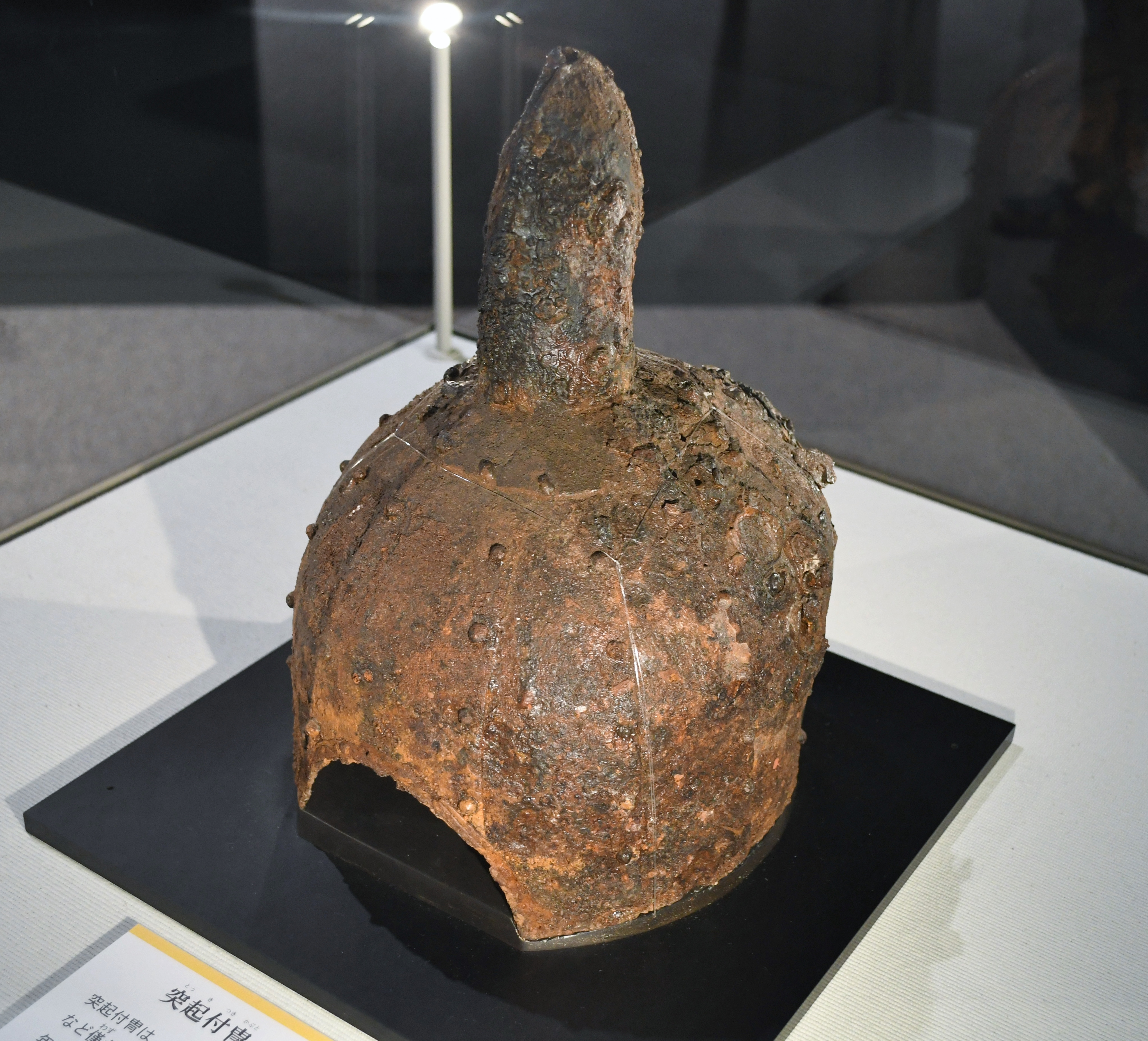
突起付冑（異形冑）
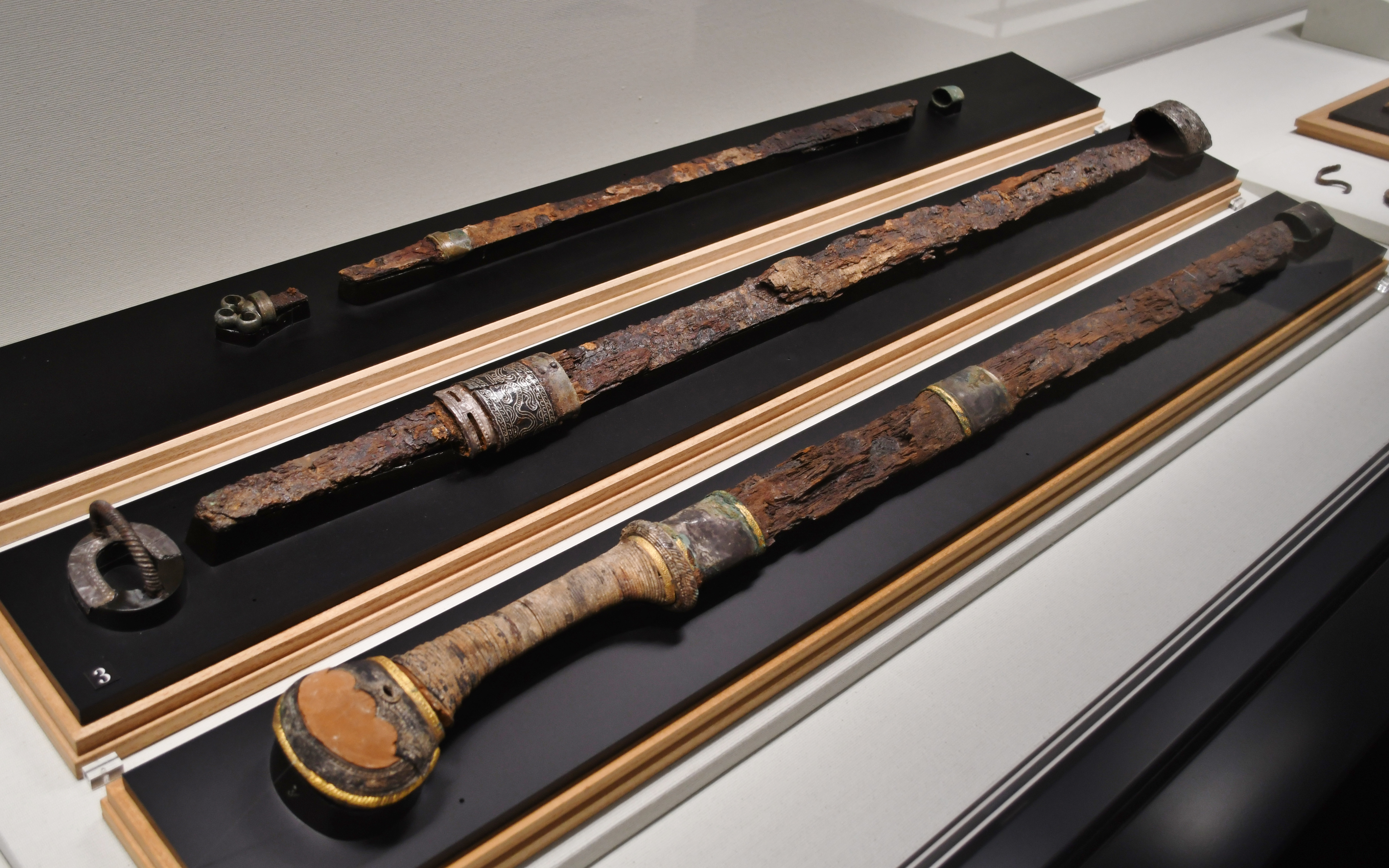
装飾付大刀
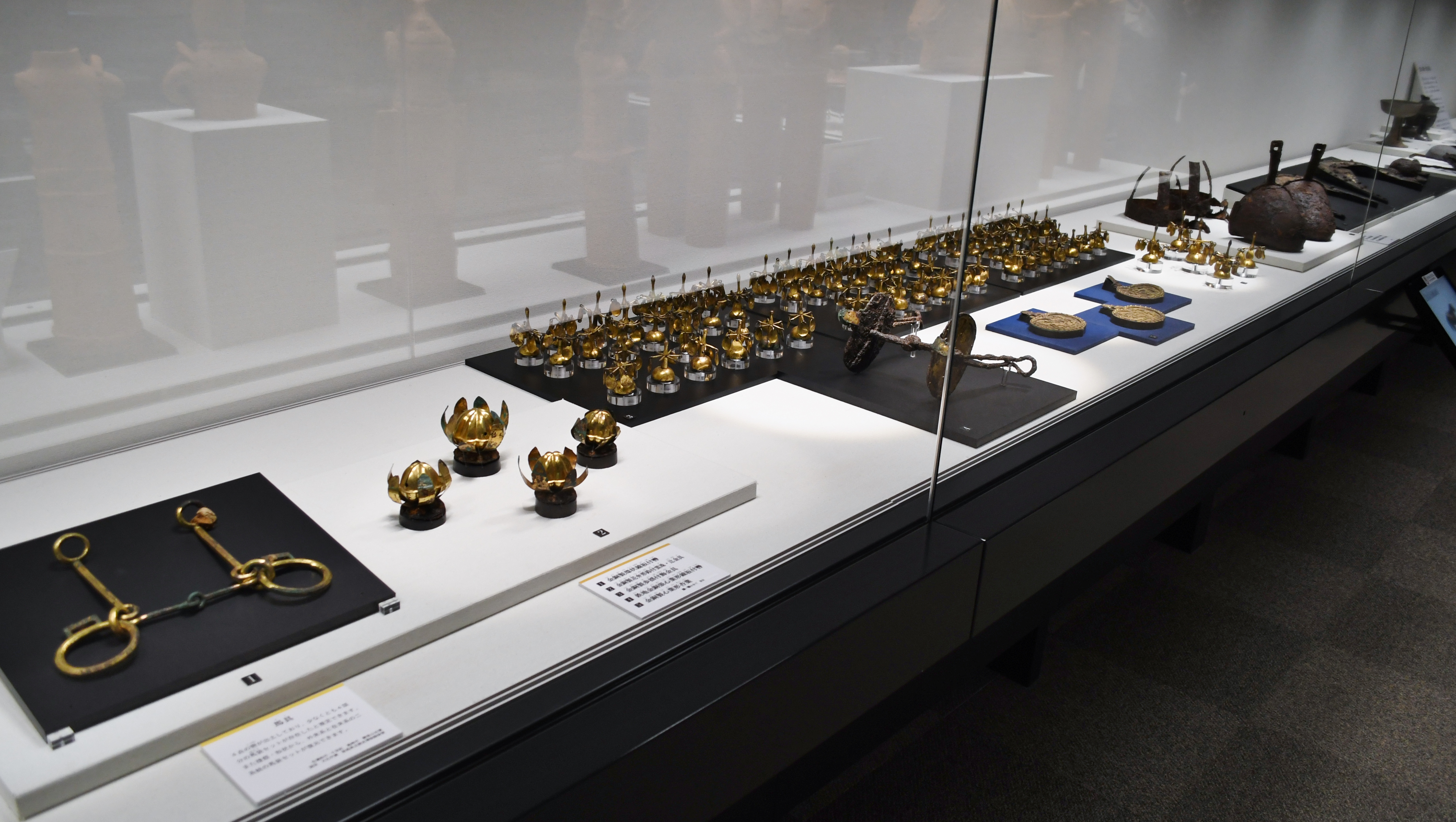
馬具
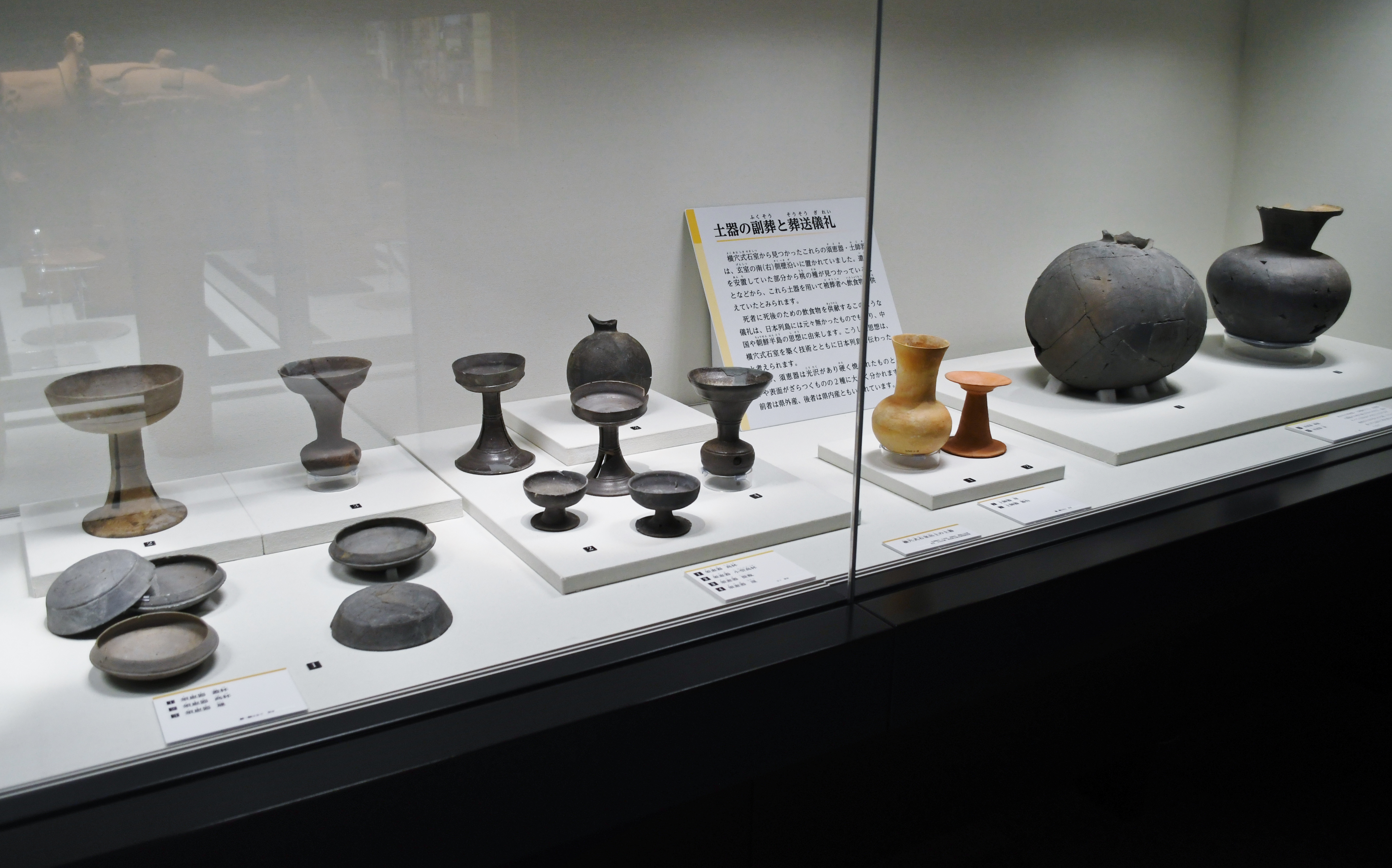
土器群

## 文化財

### 国宝
- 群馬県綿貫観音山古墳出土品（考古資料）
明細は以下。日本国（文化庁）所有、群馬県立歴史博物館保管。
1982年（昭和57年）6月5日に「上野綿貫観音山古墳出土品」の名称で重要文化財に指定[8][9]。2003年（平成15年）5月29日に埴輪18点、須恵器2点、附の埴輪残欠一括、須恵器・土師器一括の追加指定と、「群馬県綿貫観音山古墳出土品」への名称変更[10]。2020年（令和2年）9月30日、国宝に指定された[11]。
  - 銅水瓶 1合
  - 銅鏡 2面
  - 金属製品 一括
  - ガラス玉 53点
  - 須恵器・土師器 21点
  - 附金属・有機質製品残欠 一括
  - （以上石室出土）
  - 埴輪 22点
  - 須恵器横瓶 2点
  - 附 埴輪残欠 一括
  - 附 須恵器・土師器残欠 一括
  - （以上墳丘出土）

※ 上記明細は2020年の国宝指定時のもの

### 国の史跡
- 観音山古墳 - 1973年（昭和48年）4月14日指定[12]。

## 関連文献
（記事執筆に使用していない関連文献）
- 『綿貫観音山古墳1 -墳丘・埴輪編-（財団法人群馬県埋蔵文化財調査事業団調査報告書242）』財団法人群馬県埋蔵文化財調査事業団、1998年。
- 『綿貫観音山古墳2 -石室・遺物編-（財団法人群馬県埋蔵文化財調査事業団調査報告書255）』財団法人群馬県埋蔵文化財調査事業団、1999年。